# День гнева (фильм, 1943)
«День гнева» (дат. Vredens dag) — датский художественный фильм, снятый режиссёром Карлом Теодором Дрейером по основанной на реальных фактах пьесе норвежского писателя Ханса Вирс-Йенсена «Анна, дочь Петера» в 1943 году, во время фашистской оккупации. Единственный полнометражный фильм Дрейера, вышедший на экраны между 1932 и 1955 годами.
В 1948 году фильм был включён в список десяти лучших фильмов, отбираемых Национальным советом кинокритиков США.

## Сюжет
Действие фильма проходит в 1623 году, в разгар так называемой «охоты на ведьм». Местную знахарку Марту Херлофу обвиняют в колдовстве. Её дело поручено вести нотариусу при соборе Абсалону Педерссону.
Несчастная женщина хорошо знает семью Абсалона и рассчитывает на его помощь. Более того, она напоминает судье, что не так давно тот спас от неминуемого наказания за подобное преступление мать своей будущей молодой жены Анны. Невзирая на мольбы, женщину признают виновной в пособничестве нечистой силе и вскоре казнят как ведьму. Перед смертью Марта проклинает всех приведших её на костёр.
Некоторое время спустя, окончив учёбу, домой возвращается Мартин — сын Абсалона от первого брака. Будучи почти одного возраста со своей мачехой, он быстро находит с ней общие интересы и вскоре они становятся тайными любовниками. Исполненный искренним чувством вины перед отцом, Мартин желает разорвать связь, но не в силах преодолеть страстную привязанность к своей возлюбленной.
Анна, взятая в дом Абсалона против воли, желает смерти мужа. В один из ненастных дней священника вызывают к внезапно заболевшему человеку, автору доноса на Марту. Там Абсалону становится плохо, и он возвращается домой в угнетённом состоянии. В коротком разговоре Анна прямо говорит ему о том, что желает его смерти, а также о связи с Мартином. Взволнованный Абсалон пытается позвать сына, но сердце не выдерживает, и он умирает мгновенно.
На похоронах Абсалона его мать обвиняет Анну в преждевременной кончине мужа и опутывании чарами Мартина. Анна соглашается с обвинением и дьявольской природой своих желаний.

## В ролях
- Тиркиль Роос — Абсалон Педерссен
- Лизбет Мовин — Анна
- Пребен Лердорфф-Рай — Мартин
- Зигрид Найлендам — Мерет
- Альберт Хоберг — епископ
- Анна Свиеркиер — Марта
- Олаф Уссинг — Лаурентиус

## Создание
Во время немецкой оккупации Дании картины антигитлеровской коалиции были запрещены, и датская киноиндустрия в этих условиях получила благоприятный импульс к развитию. В 1940 году после многолетнего отсутствия на родине Дрейер вернулся в Данию, работая в это время журналистом в газете и решает снять фильм по пьесе «Анна, дочь Педера» (Anne Pedersdotter, 1908) норвежского драматурга Ханса Вирса-Иенсена. Эта пьеса приобрела международную известность и более ста раз ставилась на сцене, в том числе и на Бродвее (под названием «Ведьма»). Пьеса была основана на реальных фактах и рассказывала о трагической судьбе Анны, вдовы норвежского гуманиста XVI в. Абсалона Бейера (норв. Absalon Pedersson Beyer). Однако, в отличие от пьесы, в действительности Анну сожгли на костре лишь спустя 15 лет после смерти Абсалона, обвинив в том, что она свела в могилу при помощи магии пять человек (но не мужа). Сам Дрейер увидел драму впервые в Копенгагене ещё весной 1909 года.
Режиссёр на приёме организованном по случаю издания про него монографии познакомился с Могенсом Скотом-Хансеном (дат. Mogens Skot-Hansen) датским чиновником и режиссёром, который отвечал за производство документальных фильмов и произвёл на Дрейера благоприятное впечатление. На следующий день Дрейер позвонил Скоту-Хансену и предложил ему написать сценарий для полнометражного фильма по пьесе Вирса-Иенсена. Права на экранизацию принадлежали датскому писателю Паулю Кнудсену, с которым Скот-Хансен провёл успешные переговоры по поводу экранизации пьесы. Главную роль в создании сценария выполнил режиссёр, который усилил в нём антиклерикальную направленность, перенёс действие из Норвегии 1575 года в Данию 1623 года, сместил акценты в характерах и мотивации персонажей. Как замечает по этому поводу исследовательница творчества «великого датчанина» А. А. Андронова:
В результате Дрейер написал сценарий, на котором стояли ещё имена Скота-Хансена и Кнудсена, хотя их участие можно считать минимальным. Дрейер внёс в пьесу типичные для него изменения, продолжая развивать идеи „визуального очищения“ и оставляя в декорациях лишь самые необходимые предметы. Он также убрал лишние второстепенные персонажи и сократил диалоги.
Опыт переработки пьесы в сценарий Дрейер уже имел при создании им фильма «Почитай свою жену» (1925), способ работы над литературным источником он охарактеризовал таким образом: «Мы её сжали и вычистили, и интрига стала чёткой и ясной. По такому методу я работал впервые. Позднее я использовал его при съёмках „Дня гнева“ (1943), „Слова“ (1956) и „Гертруды“, в основе которых также лежат театральные пьесы».
По завершении работы над сценарием фильма его предложили киностудии Nordisk Film, однако её руководство отказалось от сотрудничества с Дрейром так как опасалось работать с режиссёром который считался экстравагантным, очень затратным и неспособным обеспечить кассовый успех ленте. В результате последующих переговоров Скот-Хансен сделал следующее предложение студии: Дрейер снимет для Nordisk Film короткометражный документальный фильм по государственному заказу (который Скот-Хансен в силу своего положения мог обеспечить), а затем, если режиссёр докажет, что может снимать фильмы в рамках установленного бюджета и расписания, то кинокомпания профинансирует его полнометражный фильм. После того как стороны пришли к согласию Дрейер летом 1942 года в кратчайшие сроки и с непрофессиональными актёрами снял двенадцатиминутный документальный фильм «Помощь матерям» повествующий о государственной программе и деятельности соответствующих центров по поддержке матерей, попавших в тяжёлое положение. Несмотря на то, что режиссёр успешно справился со своей задачей сняв ленту с ограниченным бюджетом и не превысив его, а также в сжатые сроки — руководство студии всё-таки отказало ему в съёмках экранизации пьесы. После этого Скот-Хансен был вынужден обратиться к главе кинокомпании Palladium и сумел убедить его дать Дрейеру возможность снять фильм, который впоследствии стал называться «День гнева». Кроме того с режиссёром подписали контракт не на один, а на три фильма.
Съёмки картины начались в апреле 1943 года в павильонах студии Palladium в Хеллерупе и продолжались до начала июля. Натурные съёмки проходили в Frilandsmuseet — музее под открытым небом в одном из пригородов датской столицы. Художником-постановщиком картины стал Эрик Оэс, которого режиссёр очень высоко ценил. В 1920-х годах Эос работал дизайнером в берлинском театре, а затем работал в Париже, где был художником-постановщиком у таких режиссёров, как Марсель Л’Эрбье, Жан Ренуар и Альберто Кавальканти.
Режиссёр тщательно изучал исторические источники посвящённые времени действия и ведьмовским процессам, разыскивал соответствующие предметы и элемент быта, мебели, обихода и т. д. Несмотря на предшествующие уверения в приверженности бюджету картины сразу после её начала Дрейер проявил свой знаменитый перфекционизм, скрупулёзность и требовательность добиваясь от актёров и персонала как можно более правдивой и детализированной передачи духа эпохи в которую происходит действие фильма. В сцене казни Марты которую играла семидесятилетняя актриса Анна Свиркир она оставалась привязанной к приставной лестнице почти час, пока Дрейер ждал, чтобы из-за туч выглянуло солнце. В связи с этим у Свиркир очень разболелась спина, и она почти плакала. Режиссёр , заметив состояние пожилой женщины, сказал, что это просто замечательно, и что Анна должна сохранить такое страдальческое выражение лица до момента съёмок. Однако режиссёр отрицал, что при создании картины он кого-либо «пытал» видимо открещиваясь от знаменитой истории при съёмках его французской картины «Страсти Жанны д’Арк» и получившей широкую известность его требовательности к актрисе Фальконетти и за что даже получил известность как «деспотичный датчанин». По словам Пола Мура: «Самое распространённое обвинение Дрейеру — садизм. Известно, что ему случалось причинять физическую боль актёрам, чтобы добиться желаемой выразительности». Нечто подобное происходило на и съёмках и этого фильма. Дрейер просил Сверкир двигаться при съёмках помедленнее, но она не придерживалась его указаний в точности. Тогда режиссёр вспомнил, как она говорила, что купила себе пару новых туфель, которые оказались ей малы. Дрейер попросил её надеть их и провёл с ней несколько репетиций. Ноги у неё стали болеть всё больше и больше, и постепенно она стала двигаться медленнее как он того и добивался. По словам Дрейера: «Она сказала мне: “Как Вы могли?”. В конце концов, когда она увидела отснятую сцену, то поблагодарила меня. Но кроме этого случая, я никого не пытал». Также как и в фильме «Страсти Жанны д’Арк» он потребовал актёра остричь голову наголо.
Требовательность режиссёра может проиллюстрировать также такой факт — специально для фильма была построена как можно более аутентичная лодка однако Дрейер её забраковал только потому, что она была сделана из березы, а не из дуба. Таким образом, по словам Таге Нильсена главы кинокомпании которая снимала фильм, стоимость фильма составила 250 тысяч датских крон, в то время как стоимость среднего датского фильма в этот период не превышала 200 тысяч крон.
Премьера картины состоялась 13 ноября 1943 года в Копенгагене. Первоначально оценки датских критиков оказались резко негативными, однако несколько позже уже в послевоенной Европе фильм сразу же завоевал высокую оценку критиков.

## Критика
Некоторые критики усматривают в картине завуалированный протест против немецкой оккупации Дании и фашизма, сравнивая клерикалов с нацистами, а преследуемых ведьм — с евреями. Однако сам режиссёр отрицал эту намеренную связь поясняя, что этот замысел его заинтересовал давно по причине его кинематографических и драматургических качеств:  
Я хотел снять фильм на основе этого материала в течение многих лет из-за его драматической силы, трагического сюжета, возможности превосходно сыграть роли, которую он предоставлял актерам, и, наконец, потому что здесь можно было применить великолепные визуальные эффекты.
После выхода фильма он получил противоречивые оценки. Так критик Пол Мур писал в 1951 году, что фильм который «шёл в нью-йоркском прокате в 1948 году, вызвал такой глубокий раскол среди критиков, что их читатели могли только гадать, действительно ли эти разгорячённые джентльмены обсуждают один и тот же фильм». По его мнению в этой картине соединились две излюбленные темы режиссёра — религия и оккультизм; а сам фильм «отмечен впечатляющей игрой блестяще одарённых датских исполнителей». Ведущий американский критик Босли Краузер в своей статье в опубликованной в 1948 году в «Нью-Йорк Таймс» писал, что картины ветерана датской кинопромышленности известны совершенством своих визуальных образов, акцентом на выражение лица, а также строгой и зачастую утомительной сдержанностью, а фильм «День гнева» назвал «медленным и однообразным», несмотря на его «интеллектуальную силу».
По мнению историка кино Жоржа Садуля фильм представляет собой «несколько растянутый и торжественный спектакль, выдержанный в духе старых театральных приёмов, но обнаруживающий редкое чувство пластичности его постановщика и проникнутый почти мистической тревогой, проходящей через все сцены».
По мнению киноведа Зигфрида Кракауэра создавая «этот замечательный фильм» Дрейер исходил из предположения «что понятие пространственной и временной бесконечности относительно современно и поэтому попытка изобразить конец средневековья выразительными средствами девятнадцатого века была бы грубым нарушением исторической правды». По его мнению режиссёр строит «изобразительное решение своего фильма на живописи того периода и успешно обходит неинсценированную натуру». Сопоставляя этот фильм Дрейера с его знаменитым шедевром «Страсти Жанны д’Арк» Кракауэр писал, что «День гнева» «можно с некоторой натяжкой назвать драматизированной кинодокументацией произведений живописи, хотя мир, в котором разворачивается действие, построен специально для фильма, а не снят документально». Таким образом оба фильма режиссёра «обладают чертами документальности, только в „Жанне д'Арк“, они порождены оторванностью от прошлого, а в „Дне гнева“, напротив, приверженностью к нему». Несмотря на то, что некоторые критики указывали сходство с картинами Рембрандта, режиссёр всегда отрицал, что они являлись источником его вдохновения, и говорил, что сходство обусловлено лишь тем, что изображения, как у него, так и у Рембрандта, относятся к одной эпохе.

## Признание
- В 2006 году фильм «День гнева» стал одним из двенадцати фильмов, которые были включены в Датский культурный канон — перечень произведений искусства, признанных важнейшей частью датского культурного наследия[8].